# Orient Express (rivista)
Orient Express è stata una rivista di fumetti d'autore pubblicata dal 1982 in Italia dalla casa editrice L'Isola Trovata; è stata una rivista antologica di storie di alta qualità di produzione italiana destinate a un pubblico adulto.

## Storia editoriale
Diretta da Luigi Bernardi, la rivista esordì a giugno 1982 pubblicando sia serie inedite che altre già note. Tra le maggiori serie pubblicate vi furono Lo Sconosciuto  e I Briganti di Magnus, Ken Parker di Giancarlo Berardi e Ivo Milazzo, Sam Pezzo e Max Fridman di Vittorio Giardino, Johnny Focus di Attilio Micheluzzi, Stella Noris di Lorena Canossa e Roberto Baldazzini, Big Sleeping di Daniele Panebarco, Porfiri di Franco Saudelli, I Reporters di Giancarlo Malagutti e Sergio Zaniboni nonché un episodio inedito di Martin Mystère scritto appositamente per la rivista da Alfredo Castelli  e Giancarlo Alessandrini. La testata chiuse nel marzo 1985. Le migliori storie pubblicate dalla rivista furono raccolte nella rivista antologica Orient Express Collezione, che fu pubblicata a cadenza mensile tra il giugno 1985 e il febbraio 1986.

### Linea Audace
Nel 2018 viene varata una collana contenitore omonima che contiene diverse miniserie a fumetti appartenenti all'etichetta editoriale Audace. La prima è intitolata Deadwood Dick ed è un adattamento dei racconti dedicati all'omonimo personaggio realmente esistito scritti da Joe R. Lansdale mentre la seconda Darwin ed è il seguito dell'omonimo romanzo grafico pubblicato nel 2012 all'interno della collana Romanzi a fumetti Bonelli.